# شاهان آرتسرونی
شاهان آرتسرونی (ارمنی: Շահան Արծրունի؛ زادهٔ ۸ ژوئن ۱۹۴۳) موسیقی‌شناس قومی، تهیه‌کننده، نویسنده، آهنگساز، نوازنده پیانو و سخنران ارمنی‌تبار ساکن نیویورک سیتی است.

## زندگی‌نامه
وی از دانشگاه نیویورک و مدرسه جولیارد فارغ‌التحصیل شده است.

## جوایز
وی برندهٔ جوایزی همچون مدال موسس خورناتسی شده است.